# Liste der denkmalgeschützten Objekte in Gutenbrunn
Die Liste der denkmalgeschützten Objekte in Gutenbrunn enthält die denkmalgeschützten, unbeweglichen Objekte der Gemeinde Gutenbrunn.

## Denkmäler
| Foto |                 | Denkmal                                                                          | Standort                                    | Beschreibung | Metadaten |
| ---- | --------------- | -------------------------------------------------------------------------------- | ------------------------------------------- | --- | --- |
| ja   | Datei hochladen | Kath. Pfarrkirche Heimsuchung Unsere Liebe Frau HERIS-ID: 49837 Objekt-ID: 54044 | Gutenbrunn 1, neben Standort KG: Gutenbrunn | Die Pfarrkirche Heimsuchung Unsere Liebe Frau in Gutenbrunn ist eine spätbarocke Saalkirche, die 1726 nach einer angeblichen Marienerscheinung an Stelle einer Holzkapelle über einer Heilquelle errichtet wurde. | BDA-Hist.: Q38036419 Status: § 2a Stand der BDA-Liste: 2025-06-30 Name: Kath. Pfarrkirche Heimsuchung Unsere Liebe Frau GstNr.: .19 Pfarrkirche Gutenbrunn |
| ja   | Datei hochladen | Ortskapelle Ulrichschlag HERIS-ID: 50747 Objekt-ID: 56024                        | Ulrichschlag 5, vor Standort KG: Gutenbrunn | Die Ortskapelle von Ulrichschlag wurde 1870/1874 erbaut. Es handelt sich um eine schlichte Kapelle mit Rundapsis und Westturm.                                                                                    | BDA-Hist.: Q38041920 Status: § 2a Stand der BDA-Liste: 2025-06-30 Name: Ortskapelle Ulrichschlag GstNr.: .188                                              |